# Horst Brand
Horst Brand (* 1. Januar 1946 in Trier) ist ein ehemaliger deutscher Fußballspieler, der in der Regionalliga Südwest von 1963 bis 1973 für die Vereine Eintracht Trier und Borussia Neunkirchen insgesamt 234 Ligaspiele bestritten und dabei 118 Tore erzielt hat. Der Angreifer gewann mit Neunkirchen zweimal in den Jahren 1971 und 1972 die Meisterschaft im Regionalligaverband Südwest und hat noch zusätzlich 16 Spiele mit sieben Toren in zwei Bundesligaaufstiegsrunden zu verzeichnen. Mit seinen 118 Toren führt er die Torschützenliste in der zweitklassigen Regionalliga Südwest von 1963 bis 1974 an.

## Laufbahn

### Trier, 1956 bis 1969
Der nur 100 m entfernt vom Moselstadion aufgewachsene Horst Brand entwickelte in der Jugendabteilung der Eintracht rasch sein Offensivtalent und debütierte bereits mit 17 Jahren in der Saison 1963/64 in der Regionalliga Südwest. Neben Mitspielern wie Dieter Brozulat, Erich Hermesdorf, Lothar Kleim und Peter Scholtes sammelte der A-Junior bei den Blau-Weiß-Schwarzen in 13 Ligaspielen Spielerfahrung und erzielte seine ersten drei Treffer in der damaligen Zweitklassigkeit. Die Mannschaft von Trainer Janos Gerdov belegte nach 38 Rundenspieltagen mit 43:33 Punkten den 5. Rang, wobei die 23:15 Zähler der Rückrunde den Ausschlag für die Platzierung im ersten Drittel ergaben. In der Saison 1964/65 belegte Trier mit 48:20 Punkten den dritten Rang, zwei Punkte hinter Vizemeister Wormatia Worms. Diese erfolgreiche Runde wurde durch die Qualität der Neuzugänge Josef Hehl (Torhüter), Siegfried Kohr, Anton Rudinski und Wolfgang Schwierzke wesentlich beeinflusst und der Nachwuchsspieler Horst Brand kam nur zu fünf Einsätzen (1 Tor). Als aber Brozulat und Rudinski sich 1965/66 von der Eintracht verabschiedeten, kam Brand zu weit mehr Einsätzen. Die Nachwuchshoffnung wurde von Trainer Gerdov in 16 Spielen eingesetzt, in denen dem Angreifer vier Treffer gelangen. Die Eintracht fiel aber auf den 13. Rang ab.
Mit 20 Jahren, in der Saison 1966/67, gehörte er dann mit 26 Ligaspielen und neun Toren klar der Stammformation von Eintracht Trier an, die am Rundenende den 5. Rang belegte. Rückkehrer Paul Pidancet und der Neuzugang Joachim Roepert von Bremerhaven 93 trugen dazu genau so wie der 16-fache Torschütze Peter Scholtes, wesentlich bei. Brand steigerte von Runde zu Runde seine Leistung, seine Torgefährlichkeit und Trefferqualität sicherte 1968 und 1969 Eintracht Trier in hohem Maße die erreichten Mittelfeldränge. In der Saison 1967/68 kam er in 25 Ligaspielen auf 14 und 1968/69 in 29 Ligaeinsätzen auf 17 Tore. In der Torschützenliste der Südwest-Regionalliga stand er 1969 hinter Dieter Weinkauff (26 Tore), Lorenz Horr (24 Tore) und Karl-Heinz Vogt (18 Tore) auf dem 4. Rang. Die Elf von Weinkauff, der FK Pirmasens erzielte 65, Meister Alsenborn mit Horr 69 und der Tabellendritte 1. FC Saarbrücken mit Vogt, 71 Tore. Trier brachte es in 30 Spielen auf 47 Tore und belegte den 10. Rang. Nach insgesamt 114 Regionalligaspielen mit 48 Toren nahm Brand zur Runde 1969/70 das Angebot von Borussia Neunkirchen an und wechselte in das Saarland.

### Neunkirchen, 1969 bis 1973
Bei den Schwarz-Weißen vom Ellenfeldstadion versuchte man nach dem fünften Rang 1968/69 unter dem neuen Trainer Kurt Sommerlatt, der Trierer Torjägerhoffnung, sowie den vorherigen Amateuren Heinz Histing und Gerd Zewe wieder an bessere Zeiten anknüpfen zu können. Brand erfüllte mit 17 Toren die Erwartungen und insbesondere der technisch starke Kombinationsfußballer Zewe konnte sein Talent unterstreichen und die Hoffnung auf bessere Zeiten im Ellenfeld am Leben halten. Trotzdem war der Abstand zu Titelverteidiger Alsenborn mit 10 Punkten zu deutlich, um mit dem erreichten vierten Rang zufrieden sein zu können.
Tatsächlich steigerte sich Neunkirchen 1970/71 und konnte mit 44:16 Punkten – punktgleich mit Vizemeister FK Pirmasens – die Regionalligameisterschaft im Südwesten erringen. Brand führte mit 21 Treffern die interne Torschützenliste vor Ludwig Lang mit 15 Treffern an. Nur Manfred Lenz (25) und Bernd Hoffmann (23) hatten in der Ligarunde noch mehr Treffer erzielt. In der Aufstiegsrunde stand er für das Team von Trainer Sommerlatt in allen acht Begegnungen gegen die Konkurrenten Fortuna Düsseldorf, FC St. Pauli, 1. FC Nürnberg und Wacker 04 Berlin auf dem Platz. Mit 9:7 Punkten belegte der Südwestmeister hinter Aufsteiger Düsseldorf den zweiten Platz. Vor 32.000 Zuschauern starteten Brand und seine Mannschaftskollegen Willi Ertz (Torhüter), Gerd Schley, Heinz Histing, Werner Martin, Norbert Heß, Heinz-Jürgen Henkes, Erich Hermesdorf, Gerd Zewe, Jochen Dries und Ludwig Lang am 26. Mai 1971 mit einem 1:0-Heimerfolg vor 32.000 Zuschauern gegen den 1. FC Nürnberg in die Aufstiegsrunde. Mit einem 2:2-Heimremis gegen Fortuna Düsseldorf endete die Runde am 27. Juni. Seinen besten Tag hatte Brand am 20. Juni erwischt, als er beim 3:0-Heimerfolg gegen den FC St. Pauli alle drei Tore für Neunkirchen erzielt hatte.
Mit dem neuen Trainer Alfred Preißler glückte 1971/72 im Südwesten die Titelverteidigung; überlegen mit 48:12 Punkten, mit sieben Punkten Vorsprung vor dem Vizemeister SV Röchling Völklingen, gelang der erneute Meisterschaftsgewinn. Jürgen Papies führte mit 25 Treffern die Borussia-Torschützenliste an, Horst Brand folgte mit 16 Treffern auf dem zweiten Rang. In der Aufstiegsrunde setzte sich souverän der Wuppertaler SV mit 16:0 Punkten durch, mit 6:10 Punkten belegte Neunkirchen den dritten Rang. Beide Spiele gegen den WSV verlor der Südwestmeister: Das Heimspiel mit 0:2, in Wuppertal mit 2:3. Brand war in allen acht Spielen aufgelaufen. Beim 10:0-Heimerfolg am 7. Juni gegen Tasmania 1900 Berlin erzielte er drei Treffer. In seinem vierten Jahr in Neunkirchen, 1972/73, setzte er sich mit 16 Treffern wieder die interne Torschützenkrone auf, Papies gelang nur ein Tor und deshalb folgte Gerd Schley mit zehn Treffern auf Rang zwei. Gegenüber den 80 Toren des neuen Meister FSV Mainz 05 nahmen sich die 59 Treffer von Neunkirchen bescheiden aus, das Ergebnis war der fünfte Rang. In vier Runden hatte Brand für Neunkirchen 120 Rundenspiele bestritten und 70 Tore erzielt; zur Saison 1973/74 kehrte er wieder nach Trier zurück, die Eintracht war in die Amateurliga Rheinland abgestiegen.

### Ausklang als Spieler, Trainer, Funktionär
Brand lief drei Runden in der Rheinlandliga mit der Eintracht auf. Im ersten Jahr, 1973/74, reichte es lediglich zur Vizemeisterschaft hinter dem SV Leiwen, 1975 und 1976 gewann Brand mit Trier die Meisterschaft. Im zweiten Anlauf gelang 1976 der Aufstieg in die 2. Bundesliga-Süd. Danach wechselte er als Spielertrainer zum FSV Salmrohr. Er führte das Team von Präsident Peter Rauen von der Kreisklasse bis in die höchste Spielklasse des Rheinlands. In der Saison 1980/81 war er beim luxemburgischen Klub Spora Luxemburg aktiv und kam dabei im Europapokal der Pokalsieger bei einer 0:6-Niederlage gegen Sparta Prag zum Einsatz. In späteren Jahren (1982–1987) hat er seinen Heimatverein als Trainer betreut, wo er auch als Vizepräsident und sportlicher Leiter in der 2. Fußball-Bundesliga für die Eintracht im Einsatz war. Auch bei Borussia Neunkirchen war er dazwischen (1990/91) in der Oberliga Südwest als Trainer tätig und entdeckte dabei den späteren Weltstar Jay-Jay Okocha.
Beruflich führte Brand eine Spedition und Handelsagentur.